# Макси, Тайриз
Тайри́з Ма́кси (англ. Tyrese Maxey; род. 4 ноября 2000 года в Далласе, штат Техас, США) — американский профессиональный баскетболист, выступающий в Национальной баскетбольной ассоциации за команду «Филадельфия Севенти Сиксерс». Играет на позициях разыгрывающего и атакующего защитников. На студенческом уровне выступал за команду Кентуккийского университета «Кентукки Уайлдкэтс». На драфте НБА 2020 года он был выбран под двадцать первым номером командой «Филадельфия Севенти Сиксерс».

## Профессиональная карьера

### Филадельфия Севенти Сиксерс (2020—настоящее время)
Макси был выбран под 21-м номером на драфте НБА 2020 года командой «Филадельфия Севенти Сиксерс». 3 декабря 2020 года подписал контракт новичка с Филадельфией, рассчитанный на 4 года. 23 декабря Макси дебютировал в НБА, выйдя со скамейки запасных, и набрал 6 очков, 2 подбора, и 2 передачи за 11 минут в победе над «Вашингтон Уизардс» со счётом 113—107. 9 января 2021 года Макси впервые вышел в стартовом составе и набрал лучшие в карьере 39 очков, а также 7 подборов и 6 передач за 44 минут в поражении от «Денвер Наггетс» со счётом 103—115, став первым новичком в истории НБА, набравшим 39 очков в первой игре в стартовом составе с 1970 года.
28 октября 2022 года Макси набрал максимальные за карьеру 44 очка, реализовав 15 из 20 бросков с игры, в том числе девять из 12 попыток с трехочковой дистанции, в победе над «Торонто Рэпторс». Он также присоединился к Хэлу Гриру и Аллену Айверсону как единственный игрок «Сиксерс», набравший не менее 40 очков за игру в возрасте до 23 лет. Он также сравнялся с Дэнни Грином и Даной Барросом по количеству точных трехочковых бросков за игру в истории «Сиксерс» - 9. Макси закончил свой 3-й сезон в составе «Сиксерс» со средним показателем 20,3 очка за игру и 43,4% попаданий с трехочковой дистанции.
На карьеру Тайриза в дальнейшем сильно повлияет обмен Джеймса Хардена в «Лос-Анджелес Клипперс», так как теперь юный игрок станет вторым номером в команде после Джоэла Эмбиида, и в «Филадельфии» образуется один из лучших дуэтов лиги. В сезоне 2023/24 Макси стал единственным игроком в лиге с 1977 года, который совершил 8 потерь в 8 матчах сезона при 200+ очках и 50+ передачах. В октябре 2023 был впервые признан игроком недели в НБА. 7 ноября в матче с «Вашингтон Уизардс» собрал на свой счет 11 ассистов, которые стали рекордными в его карьере. 12 ноября в победном матче с «Индианой Пэйсерс» Тайриз набрал 50 очков, реализовав 20 из 32 бросков с игры, тем самым обновив свой прошлый карьер-хай в 44 очка против «Торонто Рэпторс». 1 февраля 2024 в матче с "Ютой Джаз" Макси вновь обновил свой личный рекорд по набранным очкам, достигнувши показателя в 51 очко. На All-star weekend принял участие в конкурсе умений в команде из Трей Янга и Скотти Барнса и его самого. Команда молодых звезд уступила команде игроков "Индианы Пэйсерс". Также Тайриза позвали поучаствовать на Матче всех звезд за команду востока во главе с его первым тренером в профессиональной карьере Доком Риверсом. В этой игре Макси сыграл 17 минут, набрав 10 очков. 7 апреля 23-летняя звезда вновь обновляет свой личный рекорд по очкам против "Сан-Антонио Сперс". На сей раз он достиг отметки в 52 очка. 23 апреля Тайриз получил награду Самого прогрессирующего игрока НБА за 2024-й год, опередив в голосовании Коби Уайта из "Чикаго Буллз" и Альперена Шенгюна из "Хьюстон Рокетс". Его показатели улучшились с 20.3 очков до 25.9 очков (+5.3), с 2.9 подборов до 3.7 подборов (+0.8), с 3.5 передач до 6.2 передач (+2.7). 16 мая НБА вручила Макси приз за спортивное поведение. Это была уже вторая индивидуальная награда за сезон.  
7 июля 2024 года Макси подписал с «Севенти Сиксерс» 5-летний максимальный контракт на сумму 204 миллиона долларов в межсезонье 2024 года.  
25 января 2025 года в игре против «Чикаго Буллз» Макси провел свой 10-й матч с 25 очками и более подряд. Тайриз досрочно завершит сезон в марте из-за травмы пальца. Разыгрывающий сыграет два матча с травмой, набрав только по 5 очков в каждом из матчей. Однако что-то хорошее можно вынести для Тайриза из этого провального сезона "Филадельфии", в котором вся стартовая пятерка была на травмах по окончанию сезона. Он вошел в топ-8 самых результативных игроков лиги, а также вошел в топ-5 по перехватам за игру. Его карьер-хай по очкам в этом сезоне будет установлен 27 октября 2024-го года. Показатель достигнет в 45 набранных баллов против "Индианы Пэйсерс", которые помогли одержать победу в овертайме. Стоит сказать, Макси прибавил в этом сезоне в плеймейкинге и в защите, но этого недостаточно, чтобы быть первой звездой в команде. Отсутствие Эмбиида сказалось на проценте трехочковых Тайриза, ведь все внимание обороны было на нем, и тот бросал с меньшей точностью. Возможно, Макси с приходом шутера Джареда МакКейна стоит взять на себя роль разыгрывающего, бросая чуть меньше трехочковых и отдавая больше передач, ведь роль шутера может на себя взять именно МакКейн. Но возьмет ли на себя роль разыгрывающего Тайриз — на этот вопрос он ответит в следующем сезоне.  

## Карьера в сборной
В 2018 году выступал за сборную США U18 на чемпионате Америки U18, проходившем в Сент-Катаринсе, Канада, где стал чемпионом.

## Статистика

### Статистика в НБА
| Сезон                                                                                    | Команда     | Регулярный сезон | Регулярный сезон | Регулярный сезон | Регулярный сезон | Регулярный сезон | Регулярный сезон | Регулярный сезон | Регулярный сезон | Регулярный сезон | Регулярный сезон | Регулярный сезон | Серия плей-офф | Серия плей-офф | Серия плей-офф | Серия плей-офф | Серия плей-офф | Серия плей-офф | Серия плей-офф | Серия плей-офф | Серия плей-офф | Серия плей-офф | Серия плей-офф |
| Сезон                                                                                    | Команда     | GP               | GS               | MPG              | FG%              | 3P%              | FT%              | RPG              | APG              | SPG              | BPG              | PPG              | GP             | GS             | MPG            | FG%            | 3P%            | FT%            | RPG            | APG            | SPG            | BPG            | PPG            |
| ---------------------------------------------------------------------------------------- | ----------- | ---------------- | ---------------- | ---------------- | ---------------- | ---------------- | ---------------- | ---------------- | ---------------- | ---------------- | ---------------- | ---------------- | -------------- | -------------- | -------------- | -------------- | -------------- | -------------- | -------------- | -------------- | -------------- | -------------- | -------------- |
| 2020/21                                                                                  | Филадельфия | 61               | 8                | 15,3             | 46,2             | 30,1             | 87,1             | 1,7              | 2,0              | 0,4              | 0,2              | 8,0              | 12             | 0              | 13,0           | 43,9           | 33,3           | 63,6           | 1,8            | 1,3            | 0,3            | 0,5            | 6,3            |
| 2021/22                                                                                  | Филадельфия | 75               | 74               | 35,3             | 48,5             | 42,7             | 86,6             | 3,2              | 4,3              | 0,7              | 0,4              | 17,5             | 12             | 12             | 40,4           | 48,4           | 37,7           | 94,0           | 3,5            | 3,9            | 0,8            | 0,2            | 20,8           |
| 2022/23                                                                                  | Филадельфия | 60               | 41               | 33,6             | 48,1             | 43,4             | 84,5             | 2,9              | 3,5              | 0,8              | 0,1              | 20,3             | 11             | 11             | 38,5           | 42,7           | 40,0           | 90,3           | 4,8            | 2,3            | 1,4            | 0,5            | 20,5           |
| 2023/24                                                                                  | Филадельфия | 70               | 70               | 37,5             | 45,0             | 37,3             | 86,8             | 3,7              | 6,2              | 1,0              | 0,5              | 25,9             | 6              | 6              | 44,5           | 47,8           | 40,0           | 89,3           | 5,2            | 6,8            | 0,8            | 0,3            | 29,8           |
| 2024/25                                                                                  | Филадельфия | 52               | 52               | 37,7             | 43,7             | 33,7             | 87,9             | 3,3              | 6,1              | 1,8              | 0,4              | 26,3             | Не участвовал  | Не участвовал  | Не участвовал  | Не участвовал  | Не участвовал  | Не участвовал  | Не участвовал  | Не участвовал  | Не участвовал  | Не участвовал  | Не участвовал  |
|                                                                                          | Всего       | 318              | 245              | 32,0             | 46,1             | 38,1             | 86,6             | 3,0              | 4,4              | 0,9              | 0,3              | 19,5             | 41             | 29             | 32,5           | 45,8           | 38,9           | 87,0           | 3,6            | 3,1            | 0,8            | 0,4            | 17,8           |
| Наведите курсор мыши на аббревиатуры в заголовке таблицы, чтобы прочесть их расшифровку. |             |                  |                  |                  |                  |                  |                  |                  |                  |                  |                  |                  |                |                |                |                |                |                |                |                |                |                |                |

### Статистика в NCAA
| Сезон | Команда  | Conf  | Class | GP | GS | MPG  | FG%  | 3P%  | FT%  | RPG | APG | SPG | BPG | PPG  |
| --- | -------- | ----- | ----- | -- | -- | ---- | ---- | ---- | ---- | --- | --- | --- | --- | ---- |
| 2019/20 | Кентукки | SEC   | FR    | 31 | 28 | 34,5 | 42,7 | 29,2 | 83,3 | 4,3 | 3,2 | 0,9 | 0,4 | 14,0 |
| Всего | Всего    | Всего | Всего | 31 | 28 | 34,5 | 42,7 | 29,2 | 83,3 | 4,3 | 3,2 | 0,9 | 0,4 | 14,0 |
| Наведите курсор мыши на аббревиатуры в заголовке таблицы, чтобы прочесть их расшифровку Статистика приведена с сайта sports-reference.com |          |       |       |    |    |      |      |      |      |     |     |     |     |      |